# مغزرة إفريقية
مغزرة أفريقية (الاسم العلمي: Polygala africana) هي نوع نباتي يتبع جنس المغزرة من فصيلة المغزرية.